# Jean Claude Ricquebourg
Jean Claude Ricquebourg es un actor francés nacido en París, Francia.

## Biografía
Jean Claude Ricquebourg es un actor y guionista francés afincado en España.
En su país natal, Francia, estudió literatura y se graduó en filología inglesa e hispana y es capaz de expresarse con fluidez en francés, español e inglés. Sin embargo, su interés por la informática lo llevó a formarse y desarrollar una parte de su carrera profesional como ingeniero. Más adelante, descubrió su pasión por la actuación al personificar a "Casanova" en el Carnaval de Venecia de 2007. Fue entonces cuando decidió formarse como actor en Los Ángeles, Barcelona y París. 
Empieza su carrera actoral colaborando en más de 30 cortometrajes antes de desempeñar sus primeros papeles en la Télévision y la gran pantalla.
Entre 2011 y 2015 actuó en Tornarem, una miniserie para TV3, en la serie Águila Roja al lado de Carmen Maura y Miryam Gallego, y en La promesa (película de 2016) de Terry George con Christian Bale y Jean Reno. Más tarde le vimos de Capitán francés en la serie Reinas. En 2017 participó en el rodaje de la serie Vivir sin permiso con José Coronado (Netflix). En 2019 hizo un papel en Gli orologi del diavolo para la RAI1. 
En 2020 rodó su primer papel coprotagonista en Irán, para la serie Everlasting Days, dirigida por Javad Shamaqdari, para IRIB TV1 (Channel1). El mismo año, también colaboró en la nueva temporada de Los hombres de Paco, al lado de Paco Tous y Pepón Nieto.
En verano 2022 rueda "COLÓN ADN, su verdadero origen", dirigido por Regis Francisco López, en el papel de Cristóbal Colón.
En la actualidad está involucrado en varios proyectos de series y largometrajes internacionales.
Como guionista acaba de escribir su primer guion de largometraje, El último viaje, que se encuentra en fase de financiación.

## Filmografía
Televisión
- 2022:  Colón ADN, RTVE - Cristóbal Colón.
- 2020: Los hombres de Paco, RTVE - Lombard.
- 2020: Everlasting days.  IRIB TV1 - Capitán Davis.
- 2019: Gli orologi del diavolo, RAI1 -  Funzionario Francese.
- 2018: Vivir sin permiso, Telecinco - Marcel.
- 2017: Reinas, Dir: Jose Luis Moreno, RTVE - El capitán francés.
- 2015: Águila Roja, Dir: Miguel Alcantud. Globomedia, RTVE - Representante de la justicia Francesa.
- 2011: Tornarem (Volveremos), Dir: Felip Solé. Miniserie TV3 - Jefe de las brigadas especiales de la policía Francesa.

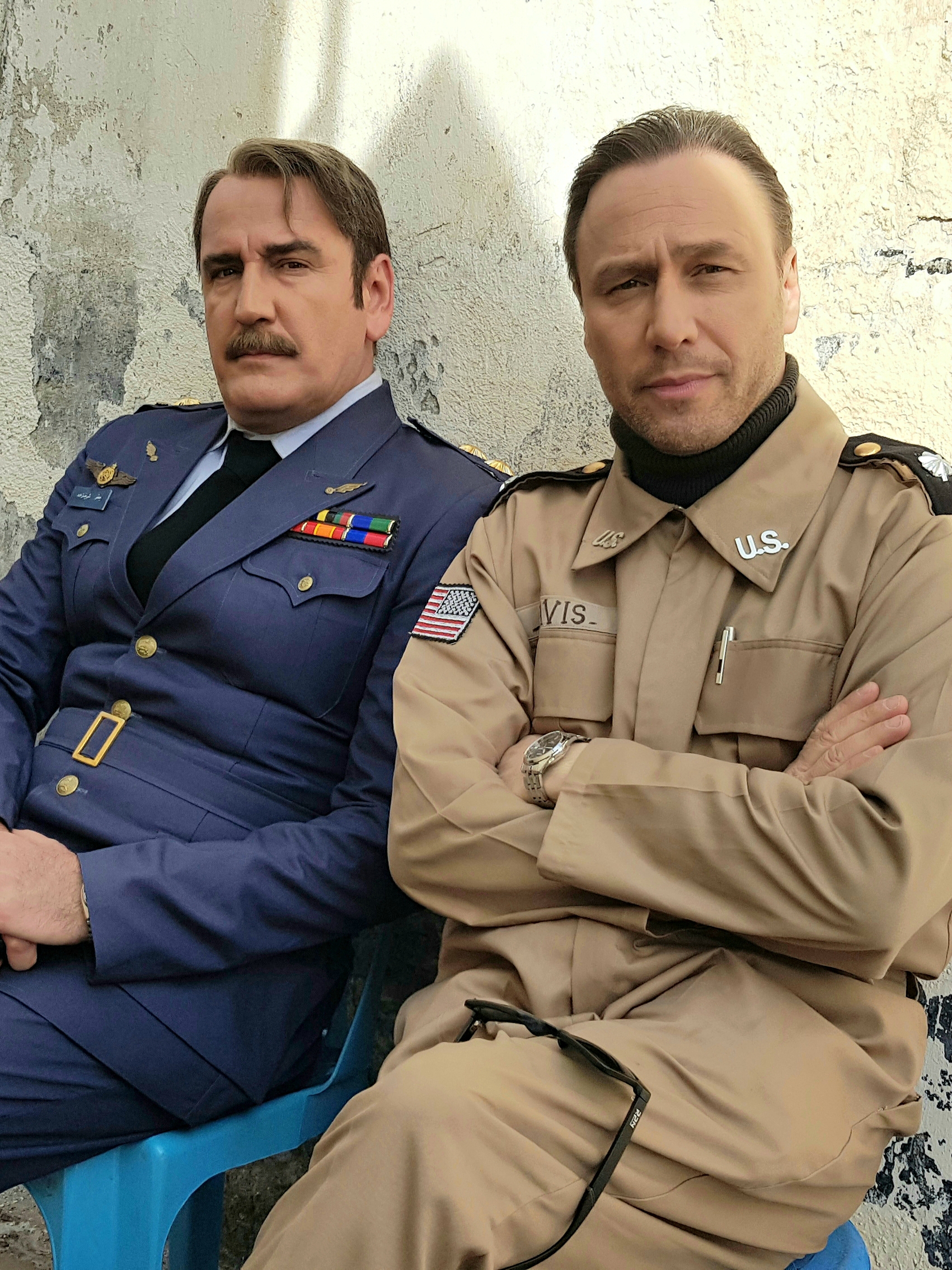
Con el actor Saleh Mirzaaghaei, en el set de «Everlasting Days». (Irán, 2020)

Películas 
- 2019: C'est toi - Olivier.
- 2016: La LLum d'Elna, Dir: Silvia Quer - El gendarme.
- 2015: The Promise, Dir.: Terry George - French Captain.
- 2011: Red lights, Dir.: Rodrigo Cortés - Asistente de Simon Silver, (Robert De Niro.).
- 2010: Catalunya uber alles, Dir.: Ramon Termens - Mafioso Kosovar, Artan Musaraj.
- 2009: Panzer chocolate: (Trailer) Nazi del búnker.
- 2008: Embrión Archivado el 28 de enero de 2011 en Wayback Machine., Dir.: Gonzalo López - José.
- 2007: hombre cero Dir.: Carles Schenner - El dibujante
- 2015: El circo del Francés, Dir.: Rubén Jiménez Sanz - Jean Marc
- 2010: Confesión de un gourmet, Dir.: Carlos Sebatián - Alexander.
- 2010: Apollo 11, Dir.: Daniel Serra - Stanley Kubrick.
- 2010: Death & Co, Dir.: Daniel Piera Pallàs - Death..
- 2009: La belleza de la señora patata, Dir.: Fernando Polanco Muñoz: El doctor.
- 2008: Una ventana al futuro, Antaño Films :El presentador.
- 2007: Novilunio 35mm. Dir.: Roberto Chinet: El doctor.

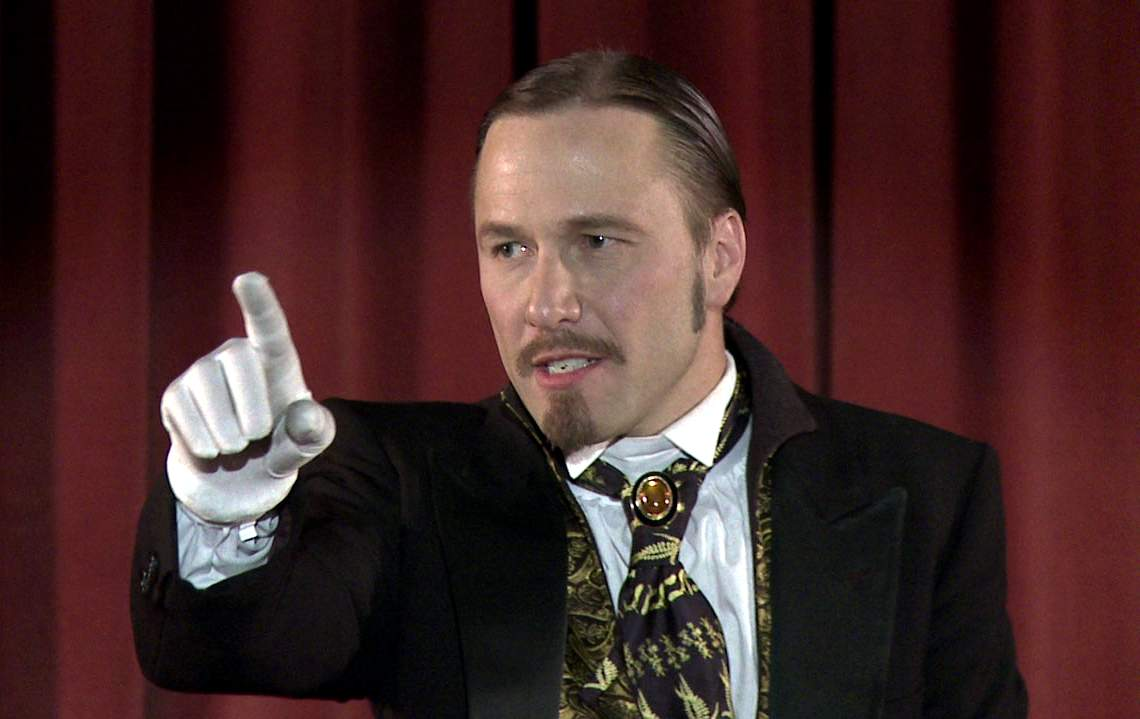
Jean Claude en "una ventana al futuro" en 2008.

## Noticias
- «El enigma del ADN de Colón se resuelve: un documental pondrá fin al misterio de su origen». Muy interesante (Madrid). 16 de septiembre de 2024.

- «La provincia de Huelva acoge la grabación cinematográfica que recrea la vida de Colón». Europa Press (Huelva). 14 de mayo de 2022.

- «Huelva se convierte en plató de cine para el rodaje de una película sobre Colón». ABC (Sevilla). 16 de mayo de 2022.

- «Un documental indaga en el origen de Colón a partir de su ADN». Lavanguardia (Huelva). 14 de mayo de 2022.

- «Huelva acoge la grabación cinematográfica que promete desvelar el ADN de Colón». Huelva24 (Huelva). 16 de mayo de 2022.

- «La provincia acoge la grabación cinematográfica que recrea la vida de Colón». Viva Sevilla (Sevilla). 16 de mayo de 2022.

## Trabajos premiados
- Mon ami, ma femme et une morue: Best comedy Award 2017, Ratma Film Festival
- Una ventana al futuro: Ganador del primer premio CINEMAVIP - Sony. España,2008.
- Novilunio: Ganador "premio oyentes de radio 3" - CINEMAD'2009.